# ایستگاه اتوبوس (فیلم)
ایستگاه اتوبوس (به انگلیسی: Bus Stop) یک فیلم کمدی رمانتیک محصول سال ۱۹۵۶ میلادی به کارگردانی جاشوا لوگن و با بازی مرلین مونرو، دان مورای، آرتور اوکانل و بتی فیلد است.
این فیلم توسط کمپانی فاکس قرن بیستم منتشر شد. زبان فیلم انگلیسی و مدت زمان آن ۹۶ دقیقه می‌باشد. هزینه ساخت آن ۲٫۲ میلیون دلار آمریکا و فروشش در گیشه ۷٫۲۷ میلیون دلار آمریکا بوده است.

## بازیگران
- مریلین مونرو در نقش شری
- دان مورای در نقش بریگارد دِکِر
- آرتور اوکانل در نقش ویرجیل بلسینگ
- بتی فیلد در نقش گرییس
- ایلین هکارت در نقش ورا